# La Brive

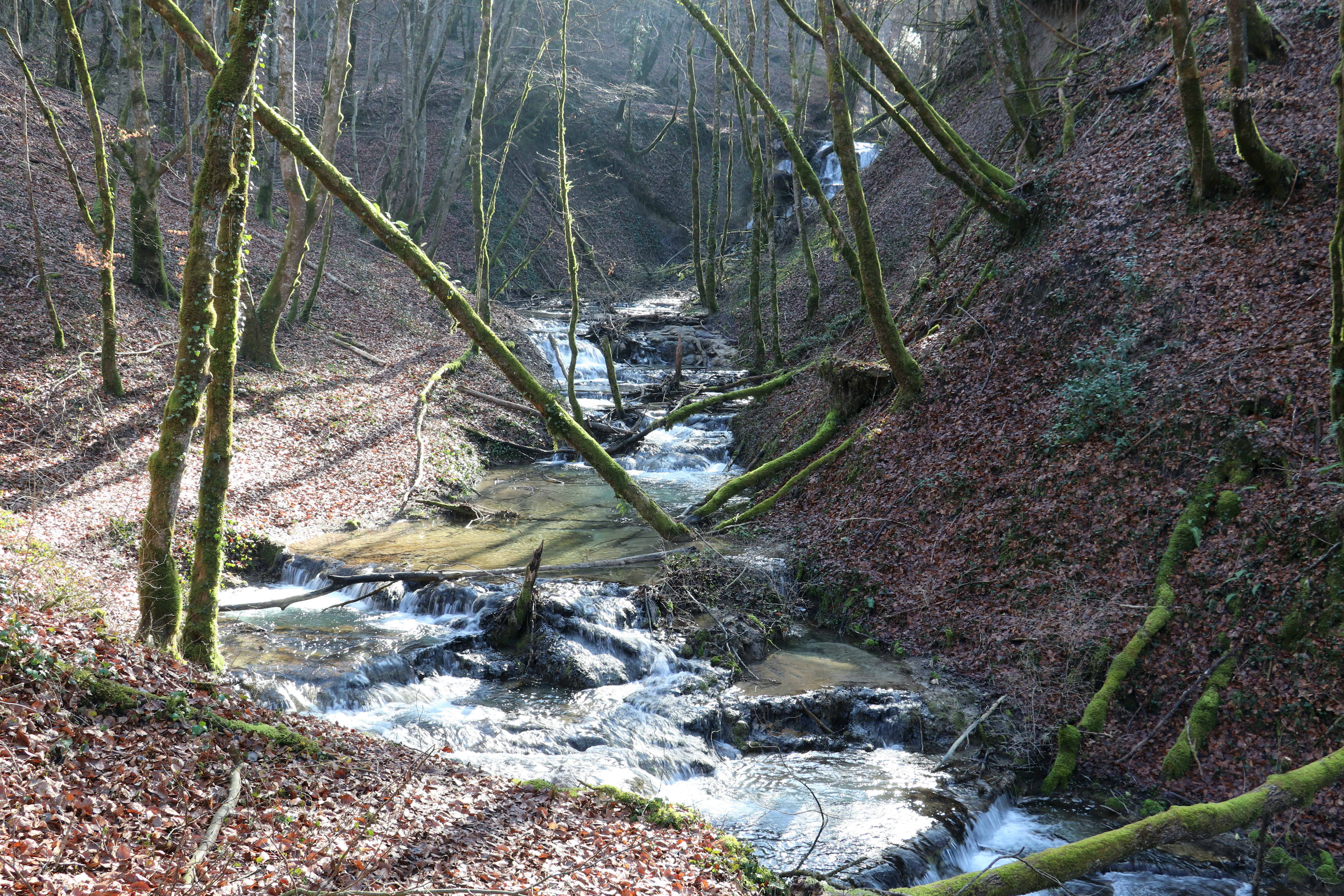
Imatge del riu La Brive.

La Brive o la Brivaz és un riu francès al departament de l'Ain de la regió d'Alvèrnia-Roine-Alps, a l'antiga regió de Roine-Alps i afluent dret del Roine. Ja sigui pel que fa als cantons, la Brive travessa un sol cantó, neix i conflueix al mateix cantó de Lagnieu, al districte de Belley. La Brive travessa una única zona hidrogràfica Le Rhône du ruisseau des Moulins inclus au Fouron (V162) amb una superfície de 8.326 km².
Amb 12,7 quilòmetres de llarg, la Brive té el seu naixement al municipi de Marchamp a 611 metres d'altitud, al sud-oest de Tête Dure (681 m).
Flueix en termes generals d'est a oest.
Desemboca al Roine a la població de Montagnieu a 204 metres sobre el nivell del mar.
Els rius veïns són, en sentit horari, la Perna al nord-oest i al nord, el Furans al nord-est, el Gland a l'est i sud-est, el Roine al sud, sud-oest i oest.
Només al departament d'Ain (01), la Brive travessa aquests cinc municipis, en sentit aigües avall, des de Marchamp (font), Lompnas, Seillonnaz, Briord, Montagnieu (confluència).
La Brive té sis trams tributaris referenciats:
- la riera (ruisseau) de Gros Pertuis (rd) 1 km, només a la població de Marchamp, amb un afluent:
- la rau de Negrin (rg), a 1 km, només al poble de Marchamp.
- la riera de Grès (rd), 1,7 km als dos municipis de Seillonnaz (confluència) i Lompnas (font).
- la riera de Greletan (rd), 1,6 km només al terme municipal de Seillonnaz.
- la riera Haute-Roche (rg), 1,1 km sobre els tres municipis de Briord (confluència), Lhuis (font), Marchamp.
- le Vernay (rg), 3,1 km sobre els tres municipis de Briord, Seillonnaz (confluència), Lhuis (font)
- la riera de Baïse (rd), 2,3 km només al terme municipal de Seillonnaz.

Per tant, el nombre de Strahler és tres.
La Brive està coberta per l'Association agréée de pêche et de protection des milieux aquatiques (Associació homologada per a la pesca i la protecció de medis aquàtics) la Truite du Bas-Bugey amb seu a Belley. És un curs d'aigua de primera categoria.